# Сан-Маркос (Герреро)
Сан-Маркос (исп. San Marcos) — посёлок и административный центр одноимённого муниципалитета в мексиканском штате Герреро. Численность населения, по данным переписи 2010 года, составила 13 282 человека.

## Топонимика
Название посёлку было дано францисканскими миссионерами, принёсшими с собой икону Святого Марка, До этого поселение носило название Ла-Эстансия и более раннее — Холутла.